# Сонолуминисценција
Сонолуминисценција је необичан феномен који је проузрокован деловањем ултразвучних таласа у течности. Они стварају мехуре који емитују светлост кад се течност у њих уруши. Ефекат је још већи ако је гас племенит. Овај феномен је случајно примећен током огледа на једном универзитету у Немачкој.

## Историјат
Сонолуминисценција је примећена на универзитету у Келну 1934. Научници Х. Френзел и Х. Шултес су покушали да убрзају процес настајања фотографије поставивши извор ултразвука у резервоар са течношћу за развијање. Уместо тога, приметили су тачке на развијеном филму и схватили су да су мехурићи у течности емитовали светлост под утицајем ултразвука. Овај експеримент се приписује и пару научника Н. Маринеско и Ј. Ј. Трилат (сматра се да су га извршили 1933).

## Одлике
Сонолуминисценција може да се догоди када звучни талас (потребан фреквенције од око 25 kHz) начине удубљење од гаса у које пропадне течност. Блијесци су веома кратки – трају између тридесет и неколико стотина пикосекунди. Мехури су веома ситни када емитују светлост, величине су 1 микрометар у пречнику (у зависности од врсте течности и гаса). Једномехурна сонолуминисценција може да има сталне периоде и положаје. Додавање племенитог гаса (као што су хелијум, аргон, ксенон) у мехур повећава интензитет светлости. Спектралном анализом се добијају температуре мехура између 2900 и 5.100 K. Тачне температуре зависе од услова извођења експеримента укључујући саставе течности и гаса.

## Механика флуида
Динамика кретања мехура је одређена првом апроксимацијом Rayleigh-Plesset једначине
{\displaystyle R{\ddot {R}}+{\frac {3}{2}}{\dot {R}}={\frac {1}{\rho }}\left(p_{g}-P_{0}-P(t)-4\eta {\frac {\dot {R}}{R}}-{\frac {2\gamma }{R}}\right)},
где је t време, p притисак, η вискозност и γ површински напон.
Ово је апроксимација једначине која је изведена из Навије-Стоксових једначина (које дефинишу кретање вискозних флуида, добијају се применом другог Њутновог закона на флуиде) и описује кретање радијуса R у функцији од времена t. Једначина, иако апроксимирана, даје одличне претпоставке како ће мехур да се уруши под утицајем звучних таласа.

## Опис феномена
Начин на који делује сонолуминисценција још није тачно утврђен. Неке од теорија су: тачка усијања; Бремстрахлунгова радијација (закочно зрачење), електромагнетна радијација настала убрзавањем наелектрисане честице после одбијања од друге наелектрисане честице; сударом изавана радијација и пражњења короне, електрично пражњење проузроковано јонизацијом течности у околини проводника; некласична светлост, стање светлости које не може да се објасни користећи класични електромагнетизам; протонски тунели, итд.
Битан фактор је да мехур садржи племенити гас (као аргон или ксенон). Хемијске реакције чине да се азот и кисеоник уклоне из мехура после стотинак циклуса ширење-пропадање. Мехур ће онда почети да емитује светлост. Док се мехур урушава, инерција околне течности проузрокује велику брзину и притисак течности. На тај начин достиже температуру од 10.000 K у унутрашњости мехура што доводи до јонизације малог дела племенитог гаса. Количина која је јонизована је довољно мала да мехур остане провидан допуштајући емисију звука. Површинско зрачење ствара више светлости дужег трајања, зависно од таласне дужине. Како талас достиже мању енергију, притисак опада дозвољавајући електронима да се групишу са атомима и исијавање се смањи.

## Сонолуминисценција у природи
Откривено је да у природи постоји такозвани рачић-пиштољ користи неки тип сонолуминисценције коју ствара помоћу специјализованих клешта и тиме убија жртву (углавном због великих температура).